# Orchestrella
Orchestrella is een geslacht van spinnen uit de  familie van de Sparassidae (jachtkrabspinnen).

## Soorten
- Orchestrella caroli Lawrence, 1966
- Orchestrella longipes Lawrence, 1965